# ديك كلاين (لاعب كرة سلة)
ديك كلاين (بالإنجليزية: Dick Klein)‏ (و. 1920 – 2000 م) هو لاعب كرة سلة، ولاعب كرة قاعدة أمريكي، ولد في فورت ماديسون، مركز لعبه هو وسط، توفي في غرينفيل، عن عمر يناهز 80 عاماً.

## التعليم
تعلم في Fort Madison High School ‏
.

## روابط خارجية
- ديك كلاين على موقعبيزبول رفرنس.كوم (الدوري الثانوي) (الإنجليزية)
- ديك كلاين على موقع سبورتس رفرنس (الإنجليزية)